# Crítica ao cristianismo
A crítica ao cristianismo tem uma longa história que remonta à formação inicial da religião durante o Império Romano. Os críticos apontam uma série de falhas nas crenças e ensinamentos cristãos, bem como nas atitudes cristãs, desde as cruzadas ao terrorismo cristão moderno. Os argumentos intelectuais contra o cristianismo incluem as alegações de que é uma fé violenta, corrupta, supersticiosa, politeísta, homofóbica, preconceituosa, fanática, sectária e que transgride os direitos das mulheres. 
Nos primeiros anos do cristianismo, o filósofo neoplatônico Porfírio apareceu como um dos maiores críticos a nova religião com o seu livro Contra os Cristãos. Porfírio argumentou que o cristianismo se baseava em falsas profecias que não tinham acontecido. Após o cristianismo ser adotado como a religião de estado do Império Romano, posições religiosas dissidentes foram gradualmente reprimidas tanto pelos governos como pelas autoridades eclesiásticas.  Um milénio mais tarde, a reforma protestante levou a um cisma dentro do cristianismo na Europa e levantou novas críticas sobre a fé cristã, tanto interna como externamente. Com a revolução científica e o Iluminismo, o cristianismo começou a ser criticado por grandes pensadores e filósofos, tais como Voltaire, David Hume, Thomas Paine e o Barão d'Holbach.  O tema central destas críticas procurou negar a confiabilidade histórica da Bíblia e focou na ideia da corrupção das autoridades religiosas cristãs. Outros pensadores, como Immanuel Kant, lançaram críticas sistemáticas e abrangentes à teologia cristã, tentando refutar argumentos a favor do teísmo.
Nos tempos modernos, o cristianismo tem enfrentado críticas substanciais de uma vasta gama de movimentos e ideologias políticas. No final do século XVIII, a Revolução Francesa testemunhou vários políticos e filósofos criticarem as doutrinas cristãs tradicionais, criando uma onda de secularismo que resultou em centenas de igrejas fechadas e milhares de padres mortos ou expulsos. Após a Revolução Francesa, filósofos proeminentes do liberalismo e do comunismo, como John Stuart Mill e Karl Marx, criticaram a doutrina cristã com base no fato de ser conservadora e antidemocrática. Friedrich Nietzsche escreveu que o cristianismo fomenta uma espécie de moralidade escrava que suprime os desejos que estão contidos na vontade humana. A Revolução Russa, a Revolução Chinesa, e vários outros movimentos revolucionários modernos também levaram à crítica das ideias cristãs. Os movimentos LGBT  têm criticado o cristianismo por homofobia e transfobia.
A resposta formal dos cristãos a tais críticas é chamada de apologética cristã. Filósofos como Agostinho de Hipona e Tomás de Aquino foram alguns dos mais proeminentes defensores da religião cristã desde a sua fundação.

## Escrituras

### Crítica bíblica
A crítica bíblica, em particular a Alta crítica, cobre uma variedade de métodos que têm sido usados desde o Iluminismo no início do século XVIII, quando os estudiosos começaram a aplicar os mesmos métodos e perspectivas que já tinham sido aplicados a outros textos literários e filosóficos aos documentos bíblicos. É um termo abrangente que cobre várias técnicas que são principalmente usadas por teólogos cristãos ou liberais para estudar o significado das passagens bíblicas. Utiliza princípios históricos gerais, e baseia-se principalmente na razão em vez de revelação ou fé.

### Crítica textual
Dentro da grande abundância de manuscritos bíblicos existe uma série de variantes textuais. A grande maioria destas variantes textuais são erros ortográficos inconsequentes, variações na ordem das palavras e e a transcrição incorrecta de abreviaturas. Os críticos textuais, tais como Bart D. Ehrman, propuseram que algumas destas variantes textuais e interpolações foram motivadas teologicamente. As conclusões de Ehrman sobre esses temas foram desafiadas por alguns criticos evangélicos conservadores, incluindo Daniel B. Wallace, Craig Blomberg e Thomas Howe.
Na tentativa de determinar o texto original dos livros do Novo Testamento, alguns críticos textuais modernos identificaram seções que provavelmente não são originais do texto. Nas traduções modernas da Bíblia, os resultados da crítica textual levaram a concluir que certos versos foram deixados originalmente de fora ou tido como não originais. Estes possíveis acréscimos posteriores incluem os seguintes trechos:
- O fim do Evangelho de Marcos (Marcos 16:).
- A história da mulher flagrada em adultério no Evangelho de João (Perícopa da Adúltera).
- Uma afirmação explícita da Trindade no Evangelho de João, Comma Johanneum ("Parêntese Joanino" ou "Cláusula Joanina").

Em The Text Of The New Testament, Kurt e Barbara Aland compararam o número total de versos sem variantes, e do outro lado o número de variantes por página (excluindo erros ortográficos), entre as sete maiores edições do Novo Testamento grego (Tischendorf, Westcott-Hort, von Soden, Vogels, Merk, Bover e Nestle-Aland) concluindo que existe uma consistência nas  variantes textuais de 62,9%, ou o total de 4999 entre 7947 páginas. Eles concluiram:
| “                            | Assim, em quase dois terços do texto do Novo Testamento, as sete edições do Novo Testamento grego que revimos estão em total consistência entre si, sem outras diferenças a não ser em pormenores ortográficos (por exemplo, a grafia dos nomes, etc.). Os versos em que qualquer uma das sete edições difere por uma única palavra não são contados. Este resultado é bastante surpreendente, demonstrando uma consistência muito maior entre os textos gregos do Novo Testamento durante o século passado do que os estudiosos textuais teriam suspeitado... Nos Evangelhos, em Atos e em Apocalipse, a corcordância é menor, enquanto que nas cartas é muito maior. | ” |
| — Kurt Aland e Barbara Aland | |   |

Com a descoberta dos textos bíblicos hebraicos entre os Manuscritos do Mar Morto, foram levantadas questões sobre a exatidão textual do texto massorético.

### Consistência interna
Inconsistências da Bíblia têm sido apontadas por críticos e céticos, demonstrando contradições em diferentes acontecimentos e características que deveriam ser consistentes.  As respostas a estas críticas incluem a moderna hipótese documental, a teoria de duas fontes (em suas várias formas) e afirmações de que as Epístolas Pastorais são pseudônimos. Em constraste ao criticismo dos céticos, existem as posições apoiadas por tradicionalistas, considerando os textos como coerentes com a Torá que teria sido escrita por uma única fonte, e com os Evangelhos escritos por quatro testemunhas independentes, e que todas as Epístolas Paulinas, exceto possivelmente o livro de Hebreus, como tendo sido escritas pelo apóstolo Paulo de Tarso.
Embora seja necessário considerar o contexto ao estudar a Bíblia, alguns acham os relatos da ressurreição de Jesus nos quatro Evangelhos: Mateus, Marcos, Lucas e João, como difíceis de reconciliar. Ed Parish Sanders conclui que as inconsistências tornam improvável a possibilidade de uma fraude deliberada: "Uma conspiração para alimentar a crença na Ressurreição teria provavelmente resultado numa história mais consistente. Em vez disso, parece ter havido uma competição entre os diferentes relatos: 'Eu vi Jesus', 'Eu também o vi', 'Não, as mulheres viram-no primeiro', 'Não, eu vi; elas não o viram', e assim por diante".
Harold Lindsell afirma que é uma "distorção grosseira" afirmar que todas as pessoas que acreditam na inerrância bíblica supõem que todas as afirmações feitas na Bíblia são verdadeiras. Ele indica que existem na Bíblia afirmações categoricamente falsas que são relatadas de maneira clara. Os defensores da inerrância bíblica geralmente não ensinam que a Bíblia foi ditada diretamente por Deus, mas que Ele usou as "personalidades distintas e estilos literários dos escritores" na Bíblia e que a inspiração divina os guiou a projetar sem falhas a sua mensagem através da sua própria linguagem.:Art. VIII 
Aqueles que acreditam na inspiração da Escritura ensinam que ela é infalível (ou inerrante), ou seja, livre de erros e que expressa verdades do carácter divino. No entanto, o âmbito de como isso é englobado é contestado, uma vez que o termo inclui posições de que conforme algumas denominações sustentam, é argumentado de que os detalhes históricos ou científicos podem ser irrelevantes para questões da fé e da prática cristã, e que no final das contas podem conter alguns erros. Outros estudiosos têm opiniões mais irredutíveis, mas para alguns versículos estas posições requerem uma interpretação mais exegética, levando à disputa entre as diferentes interpretações.
A infalibilidade é uma referência aos textos originais da Bíblia, e todos os estudiosos mainstream reconhecem o potencial de erro humano na transmissão e tradução; no entanto, para alguns, através do uso de críticas textuais, as cópias modernas seriam consideradas como "representantes fiéis ao original", e a nossa compreensão da língua original seria suficientemente boa para uma tradução exata. A opinião contrária é que as escrituras estão corruptas, ou as traduções são demasiadas difíceis, para ter uma concordância com os textos modernos.

### Profecias não cumpridas

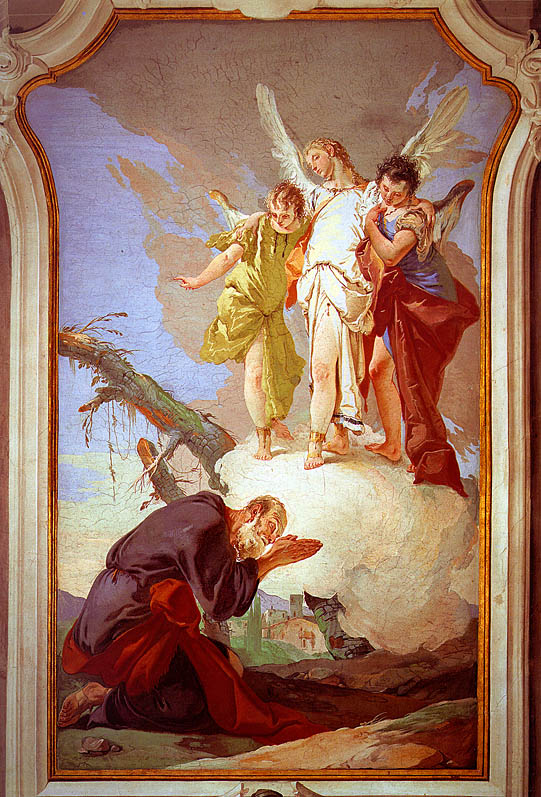
Deus se revela para Abraão onde é visto com três anjos. Por Giovanni Battista Tiepolo.

Centenas de anos antes do tempo de Jesus, os profetas judeus prometeram que viria um messias. O judaísmo afirma que Jesus não cumpriu estas profecias. Outros céticos afirmam geralmente que as profecias são vagas ou que não se cumpriram. Os apologistas cristãos afirmam que Jesus cumpriu as profecias. Muitos cristãos antecipam a Segunda Vinda de Jesus, quando ele irá cumprir o resto da profecia messiânica, tais como o Juízo Final, a ressurreição universal, o estabelecimento do Reino de Deus e a Era Messiânica (ver o artigo sobre o preterismo para opiniões cristãs divergentes).
O Novo Testamento traça a linha de Jesus até à de David; contudo, de acordo com Stephen L. Harris:
Jesus não cumpriu o que os profetas de Israel disseram que o Messias foi incumbido de fazer: Ele não libertou o povo do pacto dos seus inimigos gentios, não reuniu os dispersos na diáspora, não restaurou o reino davídico, nem estabeleceu a paz universal (Isaías 9:6-7, Isaías 11:7-13). Em vez de libertar os judeus dos opressores e assim cumprir as antigas promessas de Deus - terra, nação, realeza e bênção - Jesus morreu uma morte "vergonhosa", derrotado pelos próprios poderes políticos que o Messias foi profetizado a vencer. De fato, os profetas hebreus não previram que o salvador de Israel seria executado como um criminoso comum pelos gentios, fazendo da crucificação de Jesus um "obstáculo" para os judeus cultos. (1 Coríntios 1:23)
Os pregadores cristãos respondem a este argumento afirmando que estas profecias serão cumpridas por Jesus no que é chamado doutrina do milenarismo após a Grande Tribulação, segundo as profecias do Novo Testamento, especialmente no Livro do Apocalipse.
No século XVI, o teólogo judeu Isaac ben Abraham, que viveu em Trakai, Lituânia, escreveu uma obra chamada Chizzuk Emunah (Fé fortalecida) que tentava refutar as ideias de que Jesus era o Messias profetizado no Antigo Testamento e que o Cristianismo era a "Nova Aliança" de Deus. Ele identificou sistematicamente uma série de inconsistências no Novo Testamento, contradições entre Novo Testamento e o Antigo Testamento, e profecias do Antigo Testamento que permaneceram por cumprir durante a vida de Jesus. Além disso, questionou uma série de práticas cristãs para os persuadir os judeus a não se converterem ao cristianismo; suas obras acabaram sendo lidas também por cristãos. O conhecido hebraísta cristão Johann Christoph Wagenseil tentou uma elaborada refutação dos argumentos de Abraham. Chizzuk Emunah foi elogiado como uma obra-prima por Voltaire.

#### Profecia de Jesus, o nazareno
Outro exemplo é a profecia de Jesus, o nazareno em Mateus 2:23: "E chegou, e habitou numa cidade chamada Nazaré, para que se cumprisse o que fora dito pelos profetas: Ele será chamado nazareno.". O website Judeus para o Judaísmo afirma que "Como um nazareno é um residente da cidade de Nazaré e esta cidade não existia durante o período de tempo da Bíblia judaica, é impossível encontrar esta citação nas Escrituras Hebraicas. Ela foi fabricada".[ligação inativa] Contudo, uma sugestão comum é que o versículo do Novo Testamento se baseia numa passagem relacionada com os nazireus, ou porque se tratava de um mal-entendido comum na altura, ou através de uma releitura deliberada do termo por parte dos primeiros cristãos. Outra sugestão é "que Mateus estava interpretando a semelhança da palavra hebraica nezer com o grego nazoraios, aqui traduzido 'Nazareno'.  Os cristãos também sugerem que, utilizando uma citação indireta e o termo plural profetas, (como visto em isaías 11:1 e Jeremias 23:5). "Mateus estava apenas dizendo que ao viver em Nazaré, Jesus estava cumprindo as várias profecias do Antigo Testamento que Ele seria desprezado e rejeitado". O pano de fundo para isto é ilustrado pela resposta inicial de Filipe em João 1:46 à ideia de que Jesus poderia ser o Messias: "Disse-lhe Natanael: 'Pode vir alguma coisa boa de Nazaré?'".

### Nascimento virginal e descendência de Jesus
Um princípio fundamental da fé cristã é que Jesus nasceu de Maria, uma virgem. Tanto Mateus como Lucas traçam a genealogia de até David. Segundo a tradição judaica, o Messias deve ser descendente de David, mas se Jesus nasceu de uma virgem, não pode ser descendente de David pela ancestralidade de José. Michael Martin afirma que a virgindade de Maria é uma adição posterior ao cristianismo, tal como indicado nas cartas de Paulo. Além disso, Martin observa que as primeiras comunidades cristãs não pareciam ter acreditado amplamente no nascimento de uma virgem. A confusão em torno da virgindade de Maria pode resultar da tradução da Septuaginta tanto do hebraico: עַלְמָה, romanizado: almah "jovem mulher" e hebraico: בְּתוּלָה, romanizado: bethulah, "virgem" para grego: παρθένος, romanizado: parthenos, que geralmente significa virgem. Confiando nesta tradução, Mateus tentou mostrar que o nascimento virginal de Jesus foi predito em Isaías 7:14 - que se refere a uma almah em hebraico.

### Interpretação seletiva
Os críticos argumentam que a invocação selectiva de partes do Antigo Testamento é hipócrita, particularmente quando essas partes afirmam a hostilidade atual de cristãos contra mulheres e homossexuais, quando outras partes são consideradas obsoletas. Toda a Lei Mosaica é descrita em Galátas 3:24-25 como um guia que já não é necessário, conforme de acordo com algumas interpretações (ver também antinomianismo no Novo Testamento).
Por outro lado, muitas das leis do Antigo Testamento são vistas como revogadas pelo Novo Testamento, tais como a circuncisão, embora isto possa ser simplesmente um paralelo às leis judaicas de Noé (ver também cristianismo judaico). Por outro lado, outras passagens são pró-Lei, tais como Romanos 3:31: "Anulamos, pois, a lei pela fé? De maneira nenhuma, antes estabelecemos a lei".

### Traduções
As traduções deram origem a uma série de questões, uma vez que as línguas originais são muitas vezes bastante diferentes tanto na gramática como no significado das palavras das traduções atuais. Enquanto a Declaração de Chicago sobre a Inerrância Bíblica afirma que a inerrância se aplica apenas às línguas originais, alguns crentes confiam que a sua própria tradução é inerrante. Um desses grupos de crentes é conhecido como o "Movimento Somente King-James", a qual afirma que apenas a versão da Bíblia King James é a correta. Por razões de legibilidade, clareza, ou outras características, os tradutores podem escolher diferentes formulações ou estrutura de frases, e algumas traduções podem optar por parafrasear passagens. Dado que algumas das palavras na língua original têm significados ambíguos ou difíceis de traduzir, ocorrem debates sobre a interpretação correta.
Por vezes também são levantadas críticas devido a inconsistências que surgem entre diferentes traduções em línguas modernas do texto em hebraico ou grego. Algumas interpretações cristãs são criticadas por refletirem um viés doutrinário específico ou uma leitura variante entre os manuscritos em hebraico masorético e grego septuaginto frequentemente citados no Novo Testamento.

## Críticas históricas e comportamentais
Algumas interpretações de certas decisões morais na Bíblia são consideradas eticamente questionáveis por muitos grupos modernos. Algumas das passagens mais comumente criticadas incluem o colonialismo, a subjugação das mulheres, a intolerância religiosa, a condenação da homossexualidade e o apoio à instituição da escravidão tanto no Antigo como no Novo Testamento.

### Colonialismo
O cristianismo e o colonialismo estão muitas vezes estreitamente associados porque o catolicismo e o protestantismo eram as religiões coloniais europeias e agiram de muitas maneiras como o "braço religioso" dessas potências. Andrews argumenta que embora os missionários cristãos fossem inicialmente retratados como "santos visíveis, exemplos de piedade ideal em um mar de selvageria persistente", quando a era colonial chegou ao fim na última metade do século XX, os missionários tornaram-se vistos como "tropas de choque ideológico da invasão colonial cegados pelo fanatismo".
O cristianismo é alvo de escrutínio dos críticos do colonialismo porque os princípios da religião foram usados para justificar as ações dos colonos. Por exemplo, Michael Wood afirma que os povos indígenas não eram considerados seres humanos e que os colonizadores foram moldados por "séculos de etnocentrismo e monoteísmo cristão".

### Escravidão

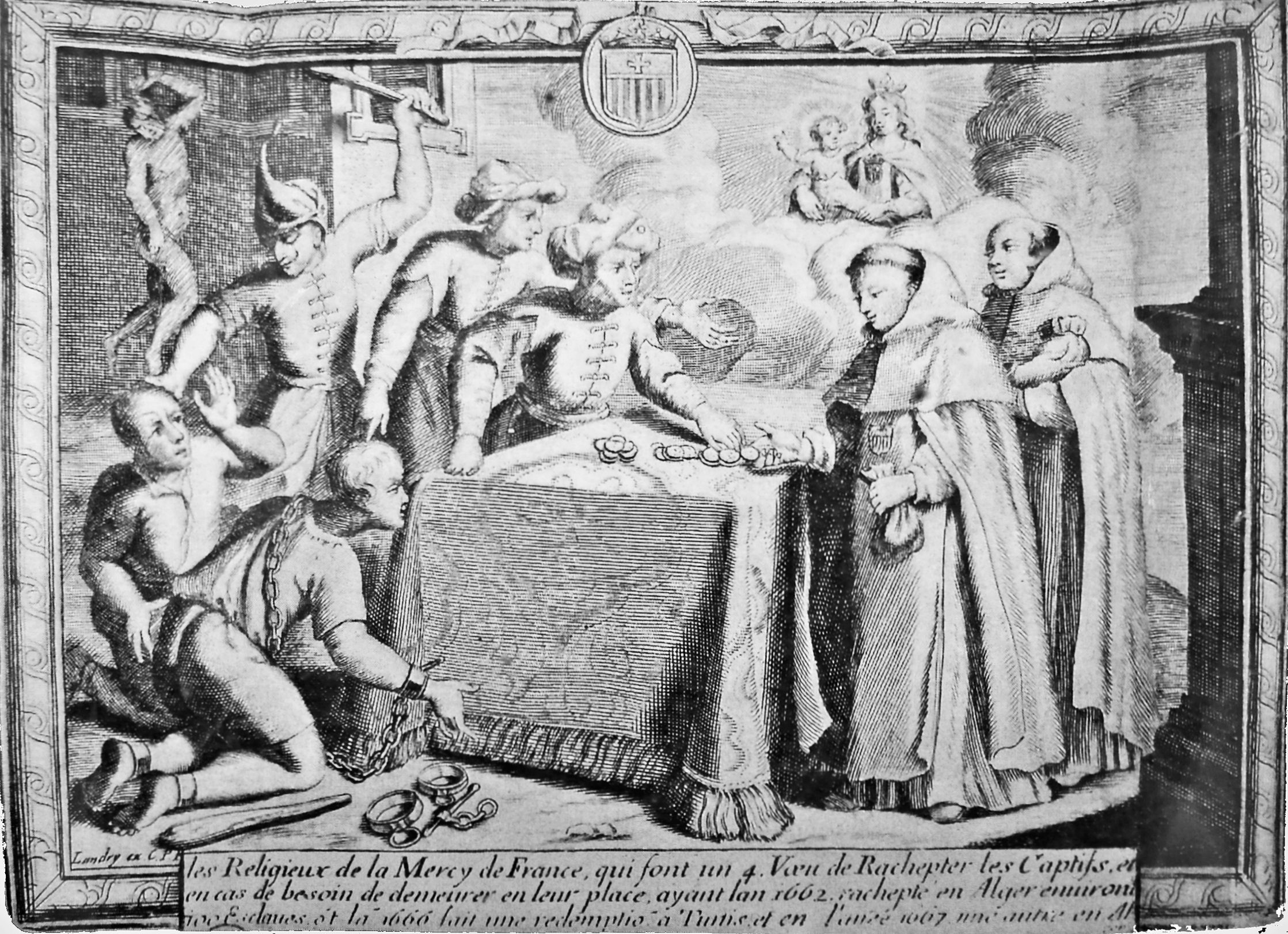
Monges católicos resgatando escravos cristãos no norte da África.

As primeiras perspectivas cristãs da escravidão foram formadas nos contextos das raízes do cristianismo no judaísmo, e como parte da cultura mais ampla do Império Romano. Tanto o Antigo como o Novo Testamento reconhecem que a escravidão existia, com o Antigo Testamento encorajando dentro de certos limites (Levítico 25:39-46, Êxodo 21:2-21).
Paulo ao abordar a escravidão em Efésios 6:5-8 diz aos escravos para "obedecerem aos vossos senhores" e "prestarem serviço com entusiasmo, como ao Senhor e não aos homens". Defensores do cristianismo argumentam que nada na passagem afirma a escravidão como uma instituição naturalmente válida ou divinamente institucionalizada. Pelo contrário, a discussão de Paulo sobre os deveres dos escravos dos cristãos e as responsabilidades dos senhores cristãos transforma positivamente a escravidão, mesmo que fique aquém do apelo à abolição pura e simples. Santo Agostinho pensava que a escravidão era o resultado do pecado, mas fazia parte do mundo caído e por isso devia ser tolerada. Contudo, outros se opuseram a ela: João Crisóstomo defendeu explicitamente que a escravidão em si era um pecado, mas não defendeu a sua abolição; Orígenes apelou à prática da alforria após seis anos, como se encontrava no Antigo Testamento; outros, como Gregório de Nissa, Acácio de Amida, e São Patrício, apelaram à abolição total da escravatura. Por outro lado, os críticos afirmam que o cristianismo ortodoxo justificava a escravatura com base no fato de fazer parte da ordem hierárquica ordenada divinamente. Os escravos são obrigados a ser submissos na passagem de Efésios, como dito anteriormente, bem como noutras partes da Bíblia, como na Epístola de Paulo aos Colossenses: "Escravos, em tudo obedeçam àqueles que são seus donos aqui na terra. Não obedeçam só quando eles estiverem vendo vocês, procurando com isso conseguir a aprovação deles". Além disso, João Crisóstomo escreveu: "O escravo deve resignar-se à sua sorte, obedecendo ao seu senhor está a obedecer a Deus", enquanto Santo Agostinho escreveu: "...a escravidão é agora de carácter penal e planeada por aquela lei que ordena a preservação da ordem natural e proíbe a sua perturbação".
De acordo com um ponto de vista moderno, e de uma perspectiva de direitos humanos, é difícil entender por que os primeiros cristãos não se opunham à instituição social da escravidão. É incerto se pode chegar ao ponto de criticar os primeiros cristãos, incluindo Paulo e outros autores de textos bíblicos, por sua aceitação ativa ou passiva da escravidão. Peter Gruszka atribuiu a visão dos primeiros Pais da Igreja sobre a escravidão ao seu ambiente e contexto social. Nos séculos II e III, os Pais da Igreja mais proeminentes como Clemente, Tertuliano, Cipriano, Orígenes e outros surgiram na África e no Egito, onde a escravidão não existia em larga escala. Diferente era o ambiente social no Mediterrâneo Oriental, Síria, Palestina e especialmente na Ásia Menor, onde a escravidão tinha uma forte presença e, portanto, atraía mais a atenção dos pais capadócios do século IV.
Segundo Jennifer Glancy, a exploração sexual de escravos no Império Romano foi amparada pela moralidade cristã. Jesus exortou seus seguidores a agirem como escravos, implementando a moralidade senhor-escravo. Os primeiros teólogos cristãos não estavam preocupados com a moral de escravos em si.
No Império Romano Oriental (Bizantino), nota-se uma mudança na visão da escravidão, que no século X transformou gradualmente um escravo-objeto em um escravo-sujeito.
Desde a Idade Média, a compreensão cristã da escravidão tem sido submetida a conflitos internos significativos e tem sofrido mudanças dramáticas. Quase todos os líderes cristãos antes do final do século XVII reconheceram a escravidão, dentro de limitações bíblicas específicas, como sendo consistente com a teologia cristã. O versículo chave usado para justificar a escravidão foi Gênesis 9:25-27: "E disse: Maldito seja Canaã; servo dos servos seja aos seus irmãos. E disse: Bendito seja o Senhor Deus de Sem; e seja-lhe Canaã por servo. Alargue Deus a Jafé, e habite nas tendas de Sem; e seja-lhe Canaã por servo.", o que foi interpretado como significando que os africanos eram os descendentes de Cam, amaldiçoados com "a marca de Cam" para serem servos dos descendentes de Jafé (europeus) e Sem (asiáticos). Em 1452, o Papa Nicolau V instituiu a escravidão hereditária dos muçulmanos e pagãos capturados, considerando todos os não-cristãos como "inimigos de Cristo".
A "Maldição de Cam" juntamente com a Epístola de Paulo aos Efésios (Efésios 6:5-8), ajudou os proprietários de escravos estadunidenses a dar suporte as suas crenças sobre a  escravidão. Há muitos outros versículos pró-escravidão no Antigo Testamento que foram citados com frequência. O Novo Testamento foi ignorado exceto ao lembrar que Jesus nunca condenou a escravidão e a Epístola a Filemon, na qual um escravo fugitivo foi devolvido ao seu proprietário.
Rodney Stark argumenta em seu livro For the Glory of God: How Monotheism Led to Reformations, Science, Witch-Hunts, and the End of Slavery, que o cristianismo ajudou a acabar com a escravidão no mundo inteiro, da mesma forma que Lamin Sanneh argumenta no seu livro Abolitionists Abroad. Estes autores apontam que os cristãos que viam a escravidão como errada com base em suas convicções religiosas lideraram o abolicionismo, e muitos dos primeiros defensores da abolição da escravidão foram impulsionados por sua fé cristã e pelo desejo de realizar a visão de que todas as pessoas são iguais sob Deus. No final do século XVII, os anabatistas começaram a criticar a escravidão. As críticas da Sociedade dos Amigos, dos menonitas e dos Amish seguiram seguiram essas tendências. Entre esses abolicionistas cristãos, destacam-se William Wilberforce e John Woolman. Harriet Beecher Stowe escreveu seu famoso livro abolicionista, Uncle Tom's Cabin, de acordo com suas crenças cristãs, em 1852. Anteriormente, na Grã-Bretanha e na América, os Quakers eram grupos ativos no abolicionismo. Um grupo de Quakers fundou a primeira organização abolicionista inglesa em 1783, e uma petição Quaker levou o assunto ao governo nesse mesmo ano. Os Quakers continuaram a ser influentes durante todo o período no movimento, liderando de muitas maneiras o caminho para a campanha. John Wesley, o fundador do Metodismo, foi fundamental para iniciar o abolicionismo como um movimento popular.
Muitos cristãos modernos compartilham a mesma opinião da condenação da escravidão como sendo algo errado e contrário à vontade de Deus. Somente grupos isolados como o Ku Klux Klan e outros grupos de ódio cristãos do movimento chamado reconstrucionismo e da Identidade Cristã defendem a reinstituição da escravidão e são uma pequena minoria no conservadorismo cristão. Com estas exceções, os grupos de fé cristã agora condenam a escravidão e veem a prática como incompatível com os princípios cristãos básicos.
Além de ajudar no abolicionismo, muitos cristãos fizeram iniciativas para estabelecer a igualdade racial, contribuindo para o Movimento de Direitos Civis. The African American Review observa o importante papel desempenhado pelo avivamento cristão na igreja negra no Movimento de Direitos Civis. Martin Luther King Jr., um ministro batista, foi líder do movimento estadunidense de direitos civis e presidente da Conferência da Liderança Cristã do Sul, uma organização de direitos civis cristã.

### Cristianismo e as mulheres

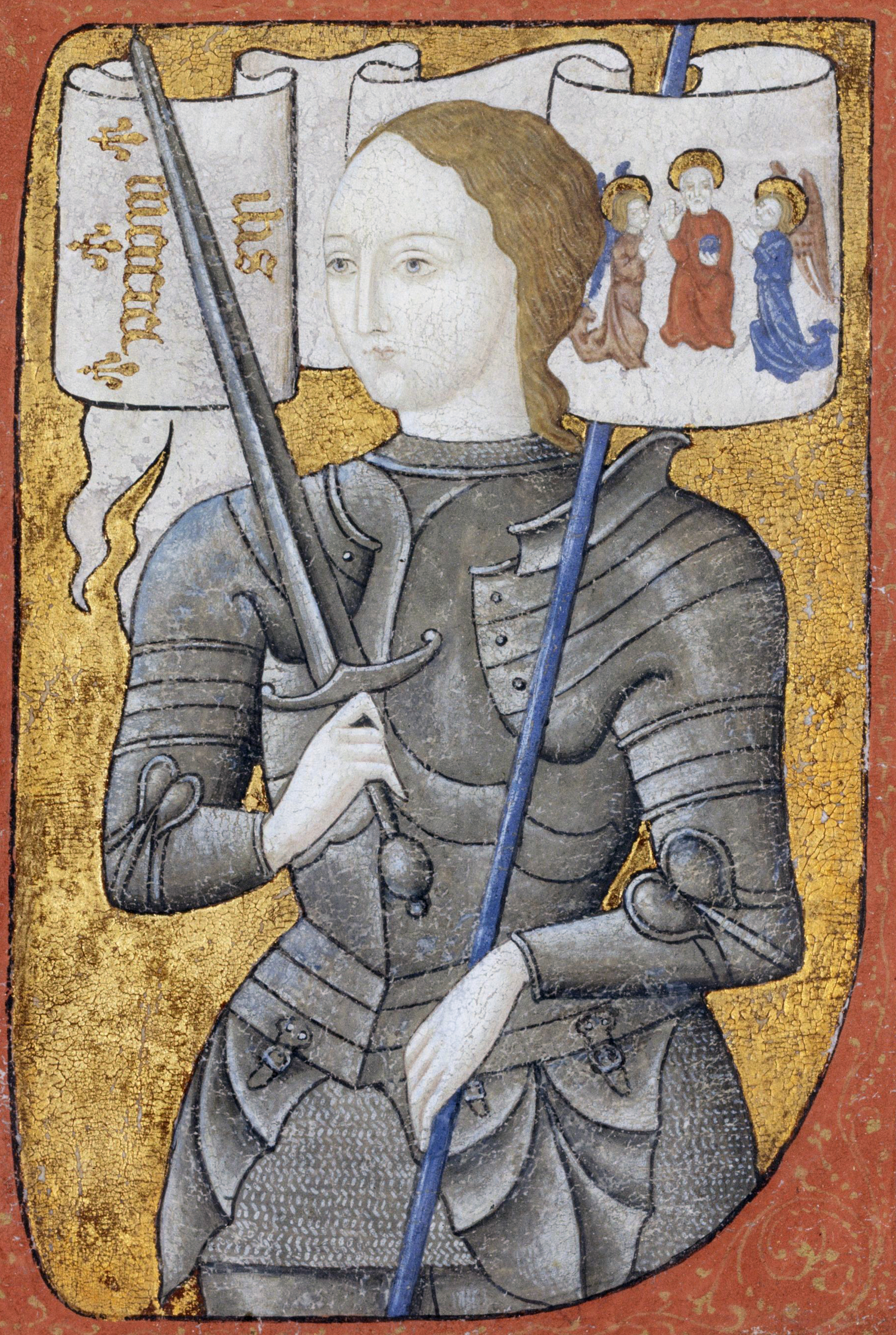
Joana D'Arc liderou batalhas para libertar a França da Inglaterra. Ela acreditava que Deus a havia ordenado para tal missão. Ao ser capturada, ela foi julgada por heresia por um tribunal inglês e queimada na fogueira. Atualmente ela é uma santa venerada pela Igreja Católica Romana.

Muitas feministas têm acusado que a concepção de um Deus masculino, o papel de profetas homens e as histórias centradas em homens na Bíblia contribuem para o patriarcado. Embora muitas mulheres discípulas e servas sejam retratadas nas epístolas paulinas, houve ocasiões em que as mulheres foram denegridas e forçadas a um status de segunda classe no cristianismo. Por exemplo, foi dito que: "permaneçam as mulheres em silêncio nas igrejas, pois não lhes é permitido falar; antes permaneçam em submissão, como diz a lei. Se quiserem aprender alguma coisa, que perguntem a seus maridos em casa; pois é vergonhoso uma mulher falar na igreja" (1 Coríntios 14:34-35). A sufragista Elizabeth Cady Stanton disse em The Woman's Bible que "a Bíblia em seus ensinamentos menospreza as mulheres do Gênesis ao Apocalipse".
Elizabeth Clark cita os primeiros escritos cristãos de autores como Tertuliano, Agostinho e João Crisóstomo como sendo exemplos de autores com visões negativas sore as mulheres e que tais visões foram perpetuadas no início da tradição da Igreja. Até o final do século XX, tiveram pouquíssimas mulheres que contribuíram de maneira ampla para a formação do cristianismo, sendo a maioria nos primeiros anos da cristandade: Maria, a mãe de Jesus; Maria Madalena, discípula de Jesus e a primeira testemunha da ressurreição; e Maria e Marta, as irmãs de Betânia.
A acadêmica de Harvard, Karen King, escreve que muitas mulheres que contribuíram para a formação inicial do cristianismo estão se tornando finalmente reconhecidas. Além disso, ela conclui que durante séculos no cristianismo ocidental, Maria Madalena foi erroneamente identificada como a adúltera e prostituta arrependida, como apresentada em João capítulo 8 - características criadas pela tradição, mas não apresentada em nenhum lugar no Novo Testamento. Segundo King, o Evangelho de Maria mostra que ela era uma figura influente, uma discípula proeminente e líder de uma ala importante do movimento cristão primitivo que promovia a liderança das mulheres.
King afirma que toda o ramo religioso dentro do cristianismo primitivo que defendeu a proeminência das mulheres acabou sendo declarada herética, e a evidência dos primeiros papéis de liderança das mulheres foram apagadas ou suprimidas.
A acadêmica de estudos clássicos, Evelyn Stagg, e o estudioso do Novo Testamento, Frank Stagg, em um livro de autoria conjunta, Woman in the World of Jesus, documentam políticas muito desfavoráveis contra as mulheres que prevaleceram em sociedades em que o cristianismo floresceu. Eles afirmam que não há nenhuma passagem que registra Jesus que menosprezou, censurou ou estereotipou as mulheres. Eles interpretam que Jesus mostrou às mulheres e a sociedade da época a como serem tratadas com grande dignidade e respeito. Vários teólogos concluíram que os ensinamentos de Jesus são positivamente instrutivos para mostrar como tratar as mulheres. No entanto, Schalom Ben-Chorin argumenta que a resposta de Jesus à sua mãe em João (João 2:4) durante o casamento em Caná foi uma violação flagrante em honrar o pai e mãe conforme escrito em Êxodo (Êxodo 20:12).

### Cristianismo e violência

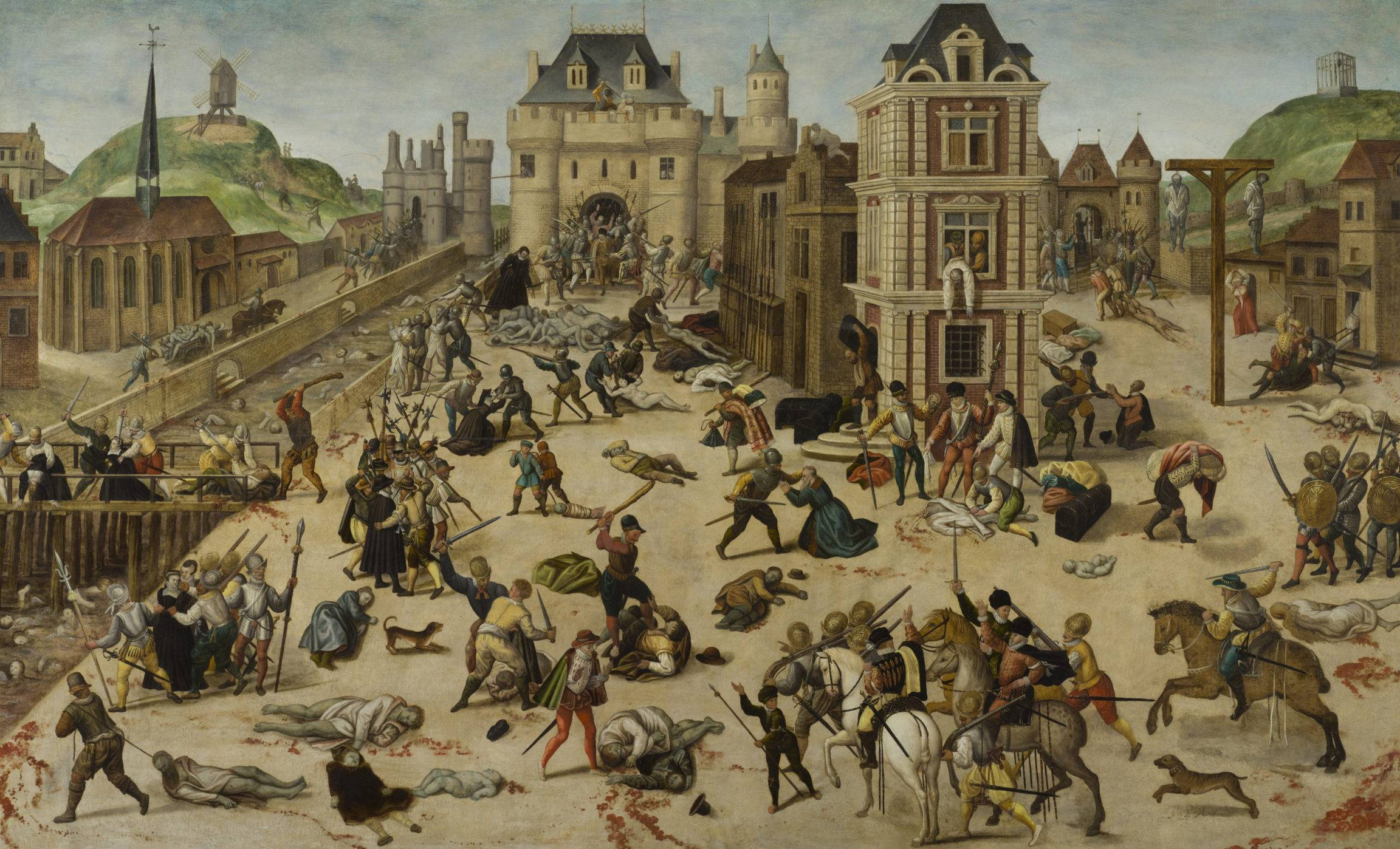
Massacre de São Bartolomeu contra os protestantes, por François Dubois.

Muitos críticos do cristianismo citam os atos violentos dos cristãos como um motivo de julgamento da religião. O escritor de ficção científica Arthur C. Clarke disse que não perdoaria as religiões porque elas motivaram atrocidades e guerras ao longo do tempo. Richard Dawkins faz um caso semelhante em seu livro, The God Delusion. No livro que contra argumenta Dawkins, The Dawkins Delusion?, Alister McGrath responde Dawkins sugerindo que, longe de apoiar a "hostilidade dos que estavam fora da esfera cristã", Jesus comandou uma ética "afirmativa para aqueles que estavam fora da cristandade". McGrath concorda que é necessário criticar a religião, mas diz que Dawkins parece desconhecer que ela possui autocríticas e reformas. Embora os cristãos possam certamente ser acusados de não estarem à altura do padrão de aceitação da ética de Jesus, tal reconhecimento interno estaria no cerne da ética cristã.
A paz, a compaixão e o perdão dos erros cometidos por outros são elementos-chave do ensinamento cristão. Entretanto, desde os tempos dos Pais da Igreja, os cristãos têm debatido com a questão de quando o uso da força é justificado. Tais debates têm levado a conceitos como a doutrina da guerra justa. Ao longo da história, passagens bíblicas têm sido usadas para justificar o uso da força contra hereges, pecadores e inimigos externos. Heitman e Hagan identificam a inquisição, as cruzadas, as guerras religiosas e o antissemitismo "entre os exemplos mais notórios de violência cristã. Nesta lista, J. Denny Weaver acrescenta, "papas que apoiaram guerras, apoiaram à pena capital, castigos corporais, pensamentos que justificavam a escravidão, o colonialismo em escala mundial sob o pretexto da conversão de todos os povos ao cristianismo, a violência sistêmica contra as  mulheres sob o patriarcado". Weaver emprega uma definição mais ampla de violência que amplia o significado da palavra para abranger "qualquer tipo de dano", e não apenas a violência física em si. Assim, sob sua definição, a violência cristã inclui "formas de violência sistêmica tais como pobreza, racismo e sexismo".
Os cristãos também se envolveram em violência contra aqueles que eles consideram hereges e descrentes. No livro Carta a Uma Nação Cristã, Sam Harris, crítico da religião, escreve que "...a fé inspira a violência de pelo menos duas maneiras. Primeiro, as pessoas frequentemente matam outras pessoas porque acreditam que o criador do universo as teria ordenado... Segundo, um número muito maior de pessoas entra em conflito umas com as outras porque definem seus valores morais com base em sua afiliação religiosa..."
Os teólogos cristãos apontam elementos na doutrina cristã e em fatos históricos como algo que contêm vários ensinamentos pacifistas, particularmente o Sermão da Montanha, que ensinou a não-violência e o amor aos inimigos. Weaver diz que o pacifismo de Jesus foi "preservado na doutrina da guerra justa que declara que toda guerra é pecado mesmo quando ocasionalmente é admitida como sendo um mal necessário, sendo uma tradição que persistiu no pacifismo cristão". Outros afirmavam que certos ensinamentos de Jesus contradizem isso, como por exemplo Jesus ficando irado no templo.

### Ciência

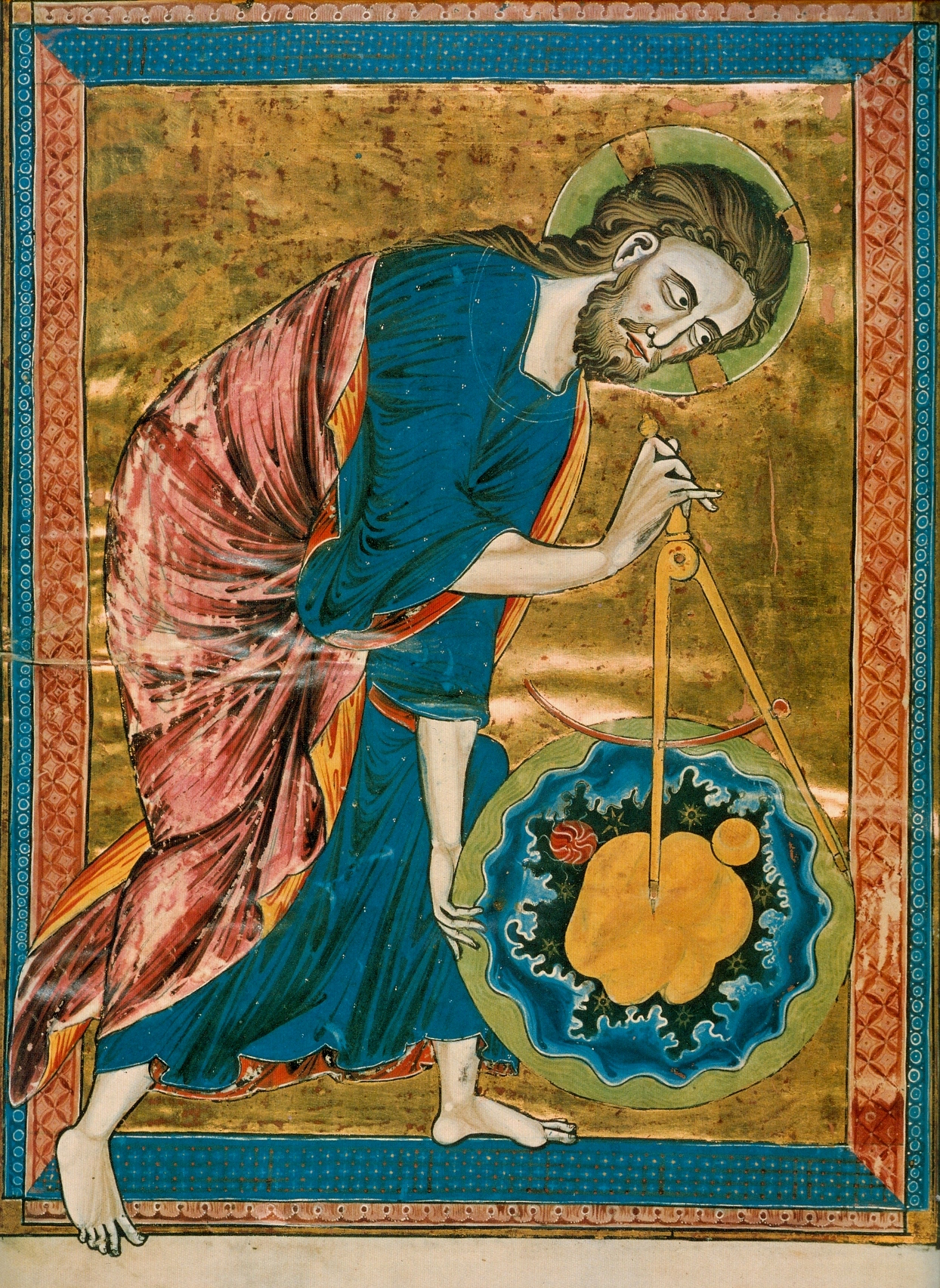
Estudiosos medievais buscaram entender os princípios geométricos e de harmonia através da criação de Deus.

Durante o século XIX, desenvolveu-se um modelo entre religião e ciência conhecido hoje como teoria do conflito, segundo o qual a relação entre religião e ciência leva a um conflito inevitável. Um exemplo popular foi a concepção errônea de que os indivíduos da Idade Média acreditavam que a Terra é plana, e que somente a ciência libertaria do dogma religioso, esta ciência a qual tinha demonstrado que a Terra é esférica. Esta tese foi uma abordagem historiográfica popular durante o final do século XIX e início do século XX, mas a maioria dos historiadores contemporâneos da ciência agora rejeitam tal ideia.
A noção de uma guerra entre ciência e religião permaneceu comum na historiografia da ciência durante o final do século XIX e início do século XX. A maioria dos historiadores da ciência de hoje considera que a teoria de conflito foi substituída por pesquisas históricas subsequentes. A noção de que a relação entre o cristianismo e a ciência como sendo algo predominantemente conflituoso ainda prevalece na cultura popular.
O astrônomo Carl Sagan mencionou a disputa entre o sistemas astronômico de Ptolomeu (que pensava que o sol e os planetas giravam ao redor da terra) e o de Copérnico (que pensava que a terra e os planetas giravam ao redor do sol). Ele afirma em Cosmos que a crença de Ptolomeu foi "apoiada pela igreja através da "Idade das Trevas"... E que  "impediu efetivamente o avanço da astronomia por 1.500 anos". Ted Peters  em Encyclopedia of Religion  escreve que, embora haja alguma verdade nesta afirmação, é exagerada e se tornou "um mito moderno perpetuado por aqueles que desejam fomentar a guerra entre ciência e religião e que  a razão científica teria sido supostamente perseguida por autoridades eclesiásticas dogmáticas".

## Ética
O filósofo Friedrich Nietzsche foi um notável crítico da ética do cristianismo.

### Jesus
Jesus é a figura central do cristianismo. Desde o tempo em que Jesus viveu, vários indivíduos notáveis têm criticado Jesus. Alvos de crítica incluem a moralidade da vida de Jesus, tanto em sua vida pública quanto privada, como a sua saúde mental, a moralidade de seus ensinamentos, etc.
Os críticos iniciais de Jesus e do cristianismo incluíram Celsus no século II e Porfírio no terceiro século. No século XIX, Friedrich Nietzsche foi um grande crítico de Jesus, cujos ensinamentos ele considerava "antinaturais" em tópicos como a sexualidade. Críticos notáveis mais contemporâneos de Jesus incluem Ayn Rand, Hector Avalos, Sita Ram Goel, Christopher Hitchens, Bertrand Russell e Swami Dayananda Saraswati.

### Ética bíblica
A ética da Bíblia foi criticada por alguns que chamam alguns de seus ensinamentos de imorais. Escravidão, genocídio, teologia da substituição, pena de morte, violência, patriarcado, intolerância sexual, colonialismo e o problema do mal são exemplos de críticas à ética na Bíblia.
A ética na Bíblia tem sido criticada, como por exemplo as passagens do Antigo Testamento em que Deus ordena aos israelitas que cometam genocídio contra povos inimigos, e de Sua ordem em que nenhum dos seus inimigos deve ser poupado. A existência do mal foi argumentada como evidência de que não há um ser onipotente e onibenevolente; no entanto, o teísmo cético sugere que os seres humanos não têm o conhecimento necessário para fazer tal afirmação. No entanto, o contra-argumento de Stephen Maitzen sugere que devido a inconsistência ética na Bíblia, que não é seguida pela maioria dos cristãos ou judeus hoje, como a execução de homossexuais, blasfemadores, filhos desobedientes ou o castigo por misturar diferentes tipos de tecido, acaba minando o argumento do teísmo cético. A ética cristã também foi criticada por fomentar a intolerância (como visões antissemitas) e por ter uma natureza repressiva. Críticas também foram dirigidas à ameaça do inferno.

### Cristianismo e política
Alguns esquerdistas e libertários, incluindo cristãos que rejeitam a direita religiosa, usam o termo fascismo cristão ou cristofascismo para descrever o que alguns veem como um sentimento neoconservador protofascista ou nacionalista evangélico e possivelmente teocrático emergente nos Estados Unidos e em outras partes do mundo.
O reverendo Rich da Igreja Metodista Unida de Seattle proferiu um sermão intitulado "George Bush e a Ascensão do Fascismo Cristão", no qual ele disse: "Quero desenvolver a ideologia do Fascismo Cristão que Bush articula. É uma forma de cristianismo que é o oposto espelhado do que Jesus ensinou".

#### Direita cristã
Cristãos conservadores frequentemente são acusados de intolerância por humanistas seculares e cristãos progressistas, que afirmam que eles se opõem à ciência quando parece contradizer sua interpretação literal das escrituras (criacionismo, contracepção, negação das mudanças climáticas, aborto, pesquisa com células-tronco embrionárias, etc.), à democracia liberal (separação Igreja-Estado) e às políticas sociais progressistas (direitos de pessoas de outras raças e religiões, das mulheres e das pessoas com diferentes orientações sexuais).

## Doutrina

### Milagres

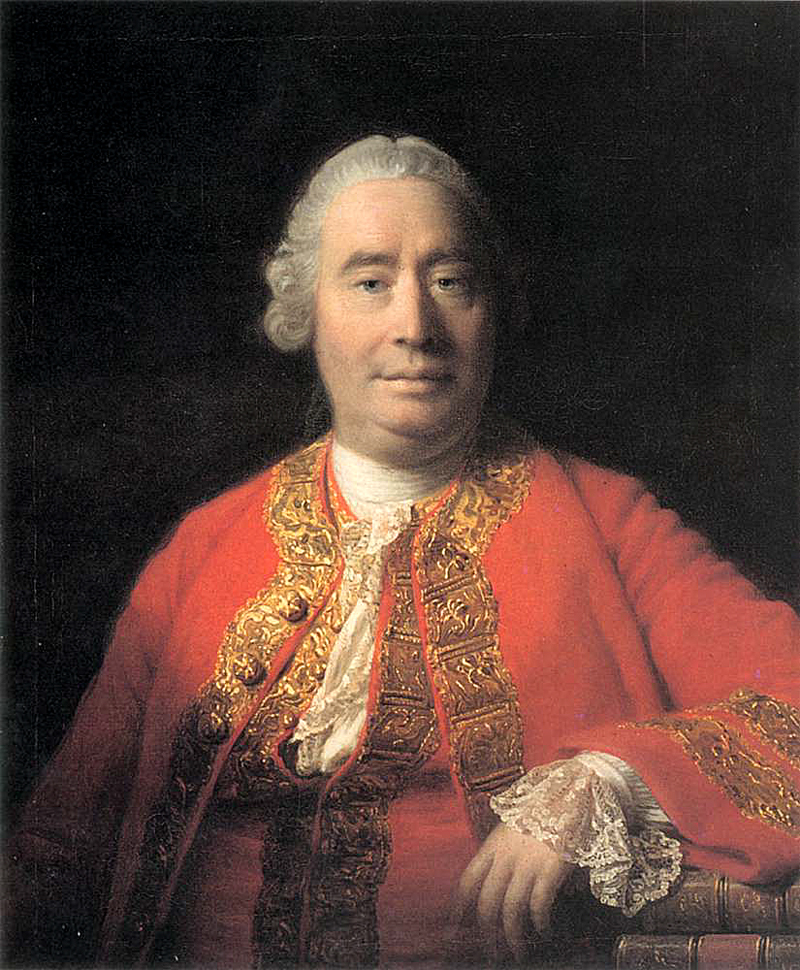
A obra de David Hume, Investigação sobre o Entendimento Humano (capítulo "Sobre os Milagres"), argumenta contra a existência de milagres

O filósofo David Hume argumentou contra a possibilidade dos milagres. 
1. Um milagre é uma violação das leis conhecidas da natureza;
2. Conhecemos essas leis por meio de experiências repetidas e constantes;
3. O testemunho daqueles que relatam milagres contradiz a operação das leis cientificamente conhecidas;
4. Consequentemente, ninguém pode acreditar racionalmente em milagres.

A Igreja Católica Romana e a Igreja Ortodoxa Oriental rejeitam o argumento de Hume contra os milagres através dos ensinamentos de São Gregório Palamas, que postulou que a razão sozinha não era suficiente para entender os poderes Deus (e atividades como milagres) e sua essência, mas a fé em si era. 
Curas miraculosas por meio de orações, frequentemente envolvendo a "imposição de mãos", foram relatadas. No entanto, a confiar em apenas em curas pela fé pode contribuir para danos na saúde da pessoa e até mesmo a morte. Apologistas cristãos, incluindo C.S. Lewis, Norman Geisler e William Lane Craig, argumentaram que milagres são plausíveis.

### Encarnação
Celsus achava difícil conciliar o Deus humano cristão que nasceu, cresceu e amadureceu pelo Deus judeu poderia ser um só e imutável. Ele perguntou "se Deus quisesse reformar a humanidade, por que ele escolheria descer e viver na terra? Como sua breve presença em Jerusalém poderia beneficiar todas os milhões de pessoas que viviam em outros lugares do mundo naquela época ou que haviam vivido e morrido antes de sua encarnação?".
Uma resposta clássica é o trilema de Lewis, um silogismo popularizado por C. S. Lewis que pretende demonstrar a inconsistência lógica de considerar Jesus de Nazaré como um "grande professor moral" ao mesmo tempo em que se nega a sua divindade. A validade lógica deste trilema tem sido amplamente questionada.

### Inferno

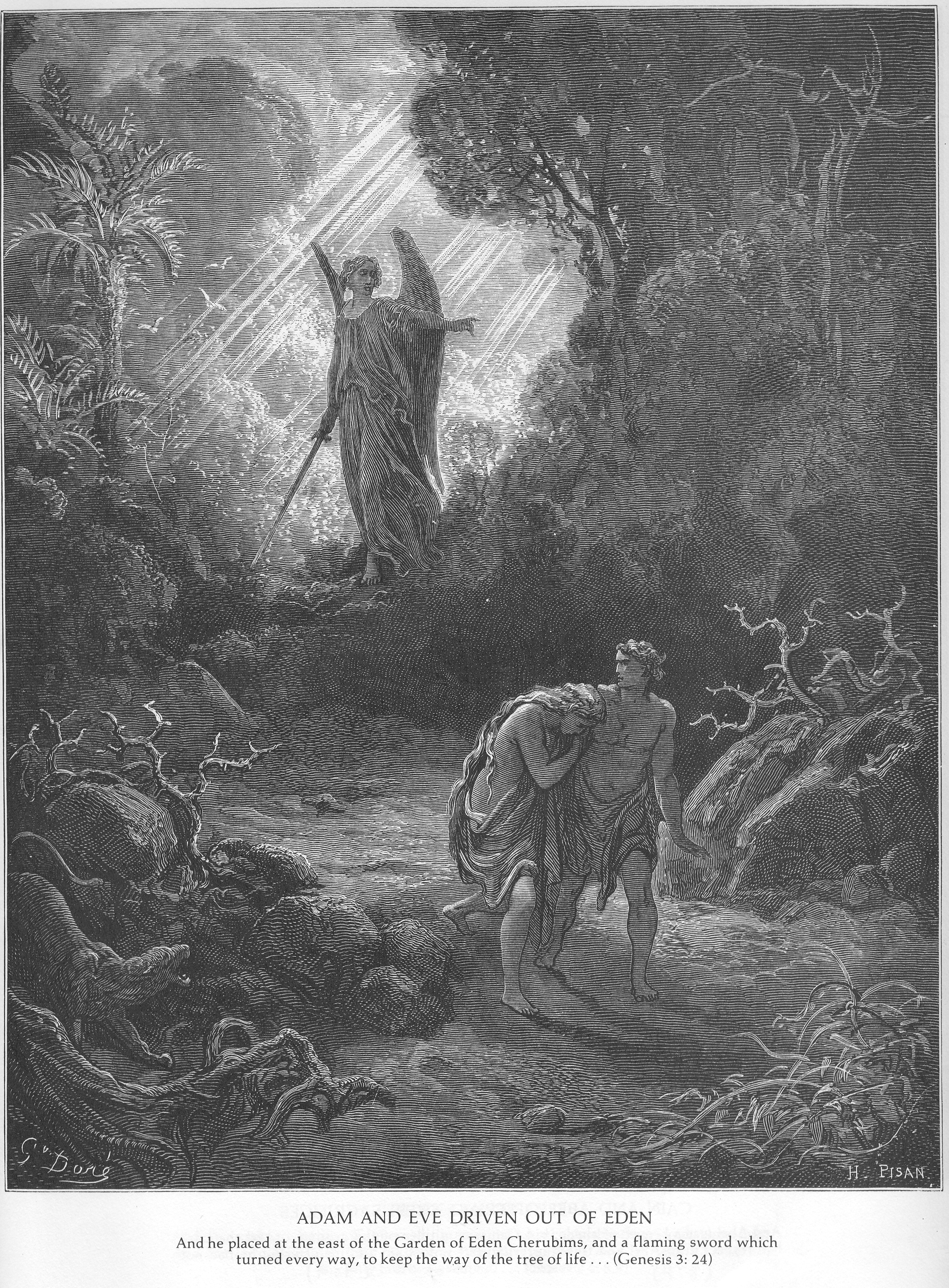
Adão e Eva sendo expulsos do Éden devido ao pecado original, retratados por Gustave Doré.

O cristianismo tem sido criticado por tentar persuadir as pessoas a aceitarem a autoridade cristã pelo simples medo da punição no inferno ou, ao contrário, pela esperança de recompensa após a morte no paraíso, em vez de pela argumentação racional ou evidência empírica. A doutrina cristã tradicional determina que, sem fé em Jesus Cristo ou na fé cristã em geral, a pessoa está sujeita à punição eterna no inferno.
Os críticos consideram a crença na punição eterna daqueles que não adotam a fé cristã como moralmente condenável e a consideram como uma cosmovisão cruel. Em um ponto semelhante, são feitas críticas de como um crime temporal pode acarretar em uma punição eterna. Alguns cristãos concordam com essa crítica (ver aniquilacionismo e universalismo cristão). Essas crenças têm sido consideradas especialmente condenáveis quando se alega que um Deus onipotente criaria ou permitiria que uma pessoa venha a existir com uma natureza questionável para este mesmo Deus.  
Nas religiões abraâmicas, o Inferno tradicionalmente foi considerado como uma punição por atos errados ou pecados cometidos nesta vida, como uma manifestação da justiça divina. Assim como no problema do mal, alguns apologistas argumentam que os tormentos do Inferno são atribuíveis não a uma falha na benevolência de Deus, mas sim à livre vontade humana. Embora um Deus benevolente preferisse ver todos sendo salvos, Ele também permitiria que os seres humanos controlassem seus próprios destinos. Essa visão abre a possibilidade de enxergar o Inferno não como uma punição retributiva, mas sim como uma opção que Deus permite, de modo que as pessoas que não desejam estar com Deus não sejam forçadas a fazê-lo. C. S. Lewis propôs essa visão de maneira mais famosa em seu livro "O Grande Abismo", dizendo: "No final, existem apenas dois tipos de pessoas: aqueles que dizem a Deus, 'Seja feita a Tua vontade', e aqueles a quem Deus diz, no final, 'Seja feita a tua vontade'".
O Inferno não é visto estritamente como uma questão de justiça retributiva, mesmo pelas igrejas mais tradicionalistas. Por exemplo, a Igreja Ortodoxa Oriental o considera como uma condição resultante da livre rejeição do amor de Deus, sendo uma consequência natural dessa escolha. A Igreja Católica Romana ensina que o inferno é um lugar de punição  decorrente da autoexclusão de uma pessoa da comunhão com Deus. Em algumas tradições antigas da Igreja Ortodoxa Oriental, o Inferno e o Paraíso não são diferenciados espacialmente, mas sim pela relação de uma pessoa com o amor de Deus.
Alguns críticos modernos da doutrina do Inferno, como (Marilyn McCord Adams), afirmam que, mesmo se o Inferno for encarado como uma escolha em vez de uma punição, seria irracional Deus conceder a criaturas tão falhas e ignorantes como os humanos a imensa responsabilidade de seus destinos eternos. Jonathan Kvanvig, em seu livro "O Problema do Inferno", concorda que Deus não permitiria que alguém fosse eternamente condenado por uma decisão tomada em circunstâncias inadequadas ou impensadas. Por exemplo, nem sempre se deve levar as últimas consequências as escolhas dos seres humanos, mesmo quando são adultos plenos, se, por exemplo, a escolha for feita durante um período depressivo ou de descuido. Na visão de Kvanvig, Deus não abandonará nenhuma pessoa até que ela tenha tomado uma decisão definitiva, em circunstâncias favoráveis, de rejeitar Deus, mas Deus respeitará uma escolha feita nas circunstâncias corretas. Quando uma pessoa finalmente escolhe rejeitar Deus de maneira completa, em respeito à autonomia da pessoa, Deus permite que ela seja aniquilada.

### Idolatria
Cristãos às vezes foram acusados de idolatria, especialmente em relação à controvérsia iconoclasta. No entanto, cristãos ortodoxos e católicos romanos proíbem a adoração de ícones e relíquias como divinas em si mesmas, enquanto a homenagem àqueles que elas representam é aceita e justificada filosoficamente pelo Segundo Concílio de Constantinopla. Teólogos judeus frequentemente consideraram o cristianismo uma forma de idolatria devido às suas doutrinas da Trindade (que ensina que Deus é mais de uma pessoa) e da encarnação (que ensina que Deus se tornou homem); notavelmente, o famoso escritor judeu medieval Maimônides considerava o cristianismo uma forma de politeísmo.

### Limbo
A Igreja Católica Romana ensina que o batismo é uma necessidade. No século V, Santo Agostinho concluiu que os bebês que morrem sem batismo eram destinados ao inferno. No século XIII, teólogos referiam-se ao "limbo das crianças" como um lugar onde bebês não batizados eram privados da visão de Deus, mas não sofriam porque não sabiam daquilo de que eram privados e, além disso, desfrutavam de felicidade natural perfeita. O Código de Direito Canônico de 1983 (1183 §2) especifica que "Crianças cujos pais tinham a intenção de batizá-las, mas que morreram antes do batismo, podem receber os ritos funerários da igreja pelo ordinário local". Em 2007, a Comissão Teológica Internacional, composta por 30 membros, reformulou o conceito de limbo. No entanto, a comissão também afirmou que a esperança de onde as crianças não batizadas iam não era o mesmo que certeza sobre o destino delas.  Em vez disso, conforme afirmado no Catecismo da Igreja Católica, 1257, "Deus vinculou a salvação ao sacramento do Batismo, mas Ele mesmo não está vinculado aos Seus sacramentos".
O conceito de limbo não é aceito pela Igreja Ortodoxa nem pelos protestantes.

### Expiação
A ideia da expiação pelo pecado é criticada por Richard Dawkins com base na alegação de que a ideia de Deus exigindo o sofrimento e a morte de Jesus para efetuar a reconciliação com a humanidade é imoral. A visão é resumida por Dawkins: "se Deus quisesse perdoar nossos pecados, por que não simplesmente perdoá-los? Para quem Deus está tentando impressionar?". O teólogo de Oxford, Alister McGrath, argumenta que Dawkins é "ignorante" da teologia cristã e, portanto, incapaz de abordar a religião e a fé de maneira inteligente. Ele continua dizendo que a expiação era necessária devido à nossa natureza humana falha, que tornava impossível nos salvar, e que expressa o amor de Deus por nós ao remover o pecado que impede nossa reconciliação com Deus. Respondendo à crítica de que é "ignorante" da teologia, Dawkins pergunta: "Você precisa estudar leprechaunologia antes de deixar de acreditar em leprechauns?" e "[s]im, claro, já me deparei com esse ponto antes. Parece superficialmente justo. Mas pressupõe que há algo na teologia cristã é ignorante sobre. Toda a essência da minha posição é que a teologia cristã carece de substância".

### Segunda vinda de Cristo
Vários versículos no Novo Testamento contêm previsões de Jesus de que a Segunda Vinda ocorreria não muito tempo depois de sua morte. Jesus parece prometer para seus seguidores que a segunda vinda acontecerá antes que a geração para a qual ele está pregando pereça. Isso é visto como uma falha fundamental no ensinamento de Cristo por muitos críticos, como Bertrand Russell.

### Inconsistência com relação à ideia do Antigo Testamento sobre a vida após a morte
A maioria das tradições cristãs ensina a crença na vida após a morte como um princípio central e indispensável de sua fé. Críticos argumentam que a concepção cristã da vida após a morte é inconsistente com a descrita no Antigo Testamento. George E. Mendenhall acredita que não há conceito de imortalidade ou vida após a morte no Antigo Testamento. A presunção é que os falecidos ficam em um estado de inércia e sem vida no Antigo Testamento.
A ideia de Xeol ("שׁאול") ou um estado de inexistência era compartilhada entre as crenças babilônicas e israelitas. "Xeol, como era chamado pelos antigos israelitas, é a terra sem retorno, situada abaixo do oceano cósmico, para a qual todos, poderosos e fracos, viajam na forma fantasmagórica que assumem após a morte, conhecida como refaíta. Lá, os mortos não têm experiência de alegria ou dor, não percebendo luz, não sentindo movimento." Obayashi sugere que os israelitas estavam satisfeitos com esse reino sombrio após a vida porque estavam mais profundamente preocupados com a sobrevivência.
Antes do início do cristianismo no século I, a crença em uma vida após a morte já era predominante no pensamento judaico entre os fariseus e essênios. O tema do Xeol, que em grande parte moldou a antiga tradição do judaísmo, foram minados apenas quando os judeus mais piedosos estavam sendo massacrados durante a revolta macabeia.

## Críticas de outras religiões

### Hinduísmo

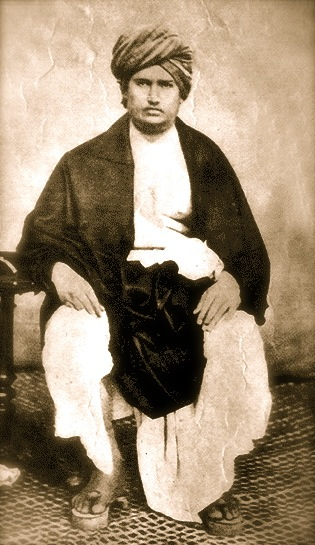
Dayananda Saraswati foi um dos pensadores hinduístas que criticaram o cristianismo.

Ram Mohan Roy criticou as doutrinas cristãs e afirmou que elas são "irracionais" e "contraditórias". Acrescentou ainda que as pessoas (da Índia) estavam abraçando o cristianismo devido às dificuldades e fraquezas econômicas, assim como os judeus europeus foram pressionados a abraçar o cristianismo tanto pelo incentivo quanto pela força.
Vivekananda considerava o cristianismo como "uma parte dos fragmentos do pensamento indiano. O hinduísmo é a religião da qual o budismo é uma 'criança rebelde', e da qual o cristianismo é uma 'imitação bastante limitada' ".
O filósofo Dayananda Saraswati considerou o cristianismo como "religião bárbara e 'falsa', apenas acreditada por tolos e por aqueles em estado de barbaridade". Saraswati incluiu que a Bíblia contém ensinamentos e preceitos que são imorais, pró-crueldade, pró-engano e que encoraja o pecado.
O filósofo indiano Sarvepalli Radhakrishnan escreveu:
Infelizmente, a religião cristã herdou a crença semítica do "Deus ciumento", e na visão de Cristo como "o único filho gerado por Deus", portanto não podia rivalizar com nenhuma deidade diante do seu trono. Quando a Europa aceitou a religião cristã, apesar de seu amplo humanismo, ela aceitou a intolerância que resulta crença natural de que a "verdade é entregue de uma só vez pelos santos".— Sarvepalli Radhakrishnan

### Judaísmo
Shlomo ibn Aderet chamou o cristianismo uma forma inferior de monoteísmo e que carece de uma teologia unificada como o do judaísmo.
David Flusser via o cristianismo como um "judaísmo barato" e altamente anti-judaico. Ele também considerou o "fracasso do cristianismo em converter o povo judeu à nova mensagem de Jesus" como "a verdadeira razão do viés anti-judaico no cristianismo".
Stephen Samuel Wise criticou os cristãos por seu fracasso em resgatar judeus na Europa durante o domínio nazista. Ele escreveu que:
Um mundo cristão que permitiu que milhões de judeus fossem mortos sem que os céus e a terra fossem movimentados através do poder da oração para que todas as ações humanamente possíveis fossem feitas para salvarem os judeus, acaba por perder a integridade moral e espiritual.— Stephen Samuel Wise

### Islã
Os estudiosos muçulmanos têm criticado o cristianismo, geralmente por seu conceito da trindade. Eles argumentam que esta doutrina é uma invenção, uma distorção da ideia sobre Deus, e que na verdade é uma visão de que existem três deuses, uma forma camuflada de politeísmo e idolatria. De acordo com Alcorão 9:31, os cristãos deveriam seguir um só Deus, mas eles distorceram a doutrina criando múltiplos.
Tomam seus rabinos e seus monges por senhores, além de Allah, e, assim também, ao Messias, filho de Maria. E não se lhes ordenou senao adorarem um Deus Único. Nao existe deus senão Ele. Glorificado seja Ele, acima do que idolatram. 

## Origens
Alguns céticos têm argumentado que o cristianismo não se baseia em um Jesus histórico, mas que o cristianismo tem bases míticas. Esta visão propõe que a ideia de Jesus é a representação judaico-cristã de cultos e divindades helenísticas, e que os primeiros cristãos por sua vez admitiam a natureza não-histórica Jesus usando-o como um arquétipo de ensino. Entretanto, a posição de que Jesus não era uma figura histórica não tem apoio entre os estudiosos bíblicos e os historiadores clássicos.
Estudiosos e historiadores como James H. Charlesworth advertem a precaução do uso de exemplos paralelos de deidades de vida, morte e ressurreição existentes na cultura helenística para concluir que Jesus é uma figura puramente lendária. Charlesworth argumenta que "seria insensato continuar a fomentar a ilusão de que os Evangelhos são meramente histórias fictícias como as lendas de Hércules e Esculápio". As teologias do Novo Testamento são fundamentadas em eventos históricos reais".